# Grace City (Dakota del Norte)
Grace City es una ciudad ubicada en el condado de Foster en el estado estadounidense de Dakota del Norte. En el censo de 2010 tenía una población de 63 habitantes y una densidad poblacional de 60,36 personas por km².

## Geografía
Grace City se encuentra ubicada en las coordenadas 47°33′10″N 98°48′15″O / 47.55278, -98.80417. Según la Oficina del Censo de los Estados Unidos, Grace City tiene una superficie total de 1.04 km², de la cual 1.04 km² corresponden a tierra firme y (0%) 0 km² es agua.

## Demografía
Según el censo de 2010, había 63 personas residiendo en Grace City. La densidad de población era de 60,36 hab./km². De los 63 habitantes, Grace City estaba compuesto por el 98.41% blancos, el 0% eran afroamericanos, el 1.59% eran amerindios, el 0% eran asiáticos, el 0% eran isleños del Pacífico, el 0% eran de otras razas y el 0% pertenecían a dos o más razas. Del total de la población el 0% eran hispanos o latinos de cualquier raza.